# 勒费勒
勒费勒（法語：Le Fel，法語發音：[lə fɛl]）是法国阿韦龙省的一个市镇，属于罗德兹区。

## 地理
勒费勒（44°39'12"N, 2°30'19"E）面积24.89 平方千米，位于法国奧克西塔尼大區阿韦龙省，该省份为法国南部内陆省份，位于法國中央高原南部，北起顺时针与康塔爾省、洛泽尔省、加尔省、埃罗省、塔恩省、塔恩-加龙省和洛特省接壤。
与勒费勒接壤的市镇（或旧市镇、城区）包括：特吕耶尔河畔昂特赖格、埃斯佩拉克、圣伊波利特、塞内尔格、蒙萨尔维、维埃耶维。

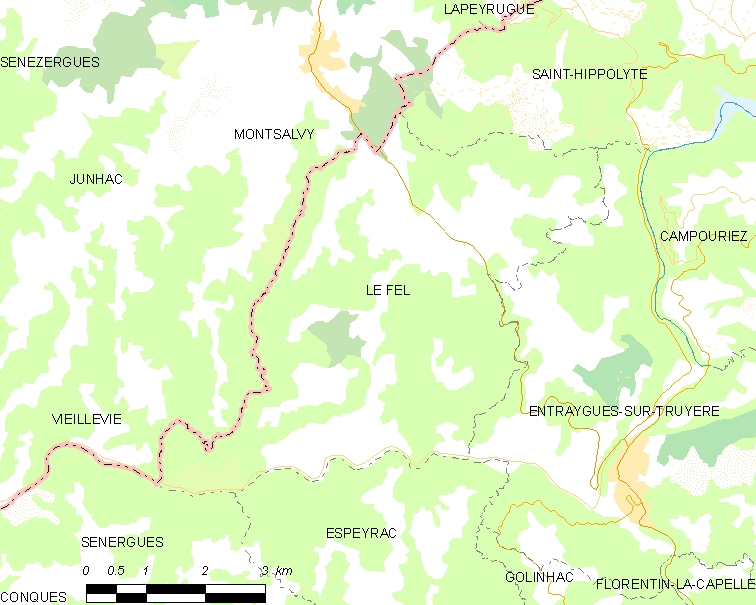
勒费勒的OSM定位图

勒费勒的时区为UTC+01:00、UTC+02:00（夏令时）。

## 行政
勒费勒的邮政编码为12140，INSEE市镇编码为12093。

## 政治
勒费勒所属的省级选区为洛特-特吕耶尔县。

## 人口

1962-2008年间勒费勒人口变化图示

勒费勒于2022年1月1日时的人口数量为192人。